# Dilocarcinus argentinianus
Dilocarcinus argentinianus is een krabbensoort uit de familie van de Trichodactylidae.